# Piper betle
El betel (Piper betle)  es una especie de planta con flor de la familia Piperaceae similar a una enredadera. Son naturales del sudeste asiático (Malasia, Filipinas, etcétera) y se han extendido a la India, Indonesia y Sri Lanka. Las hojas del betel son recolectadas para envolver una droga para mascar conocida como «buyo», típica de Filipinas, que también tiene nuez de areca, cal y tabaco. 

## Características
Es una planta rastrera perenne con raíces adventicias que alcanza hasta un metro de altura. Hojas de color verde oscuro el haz y pálido el envés, ovales con nervaciones, tiene 3-5 cm de longitud por 2-3 de ancho. Una espiga colgante de color blanco contiene las flores masculinas y femeninas. El fruto es una baya redondeada. Toda la planta desprende un olor agradable. Las mejores hojas del betel son de la variedad Megahi (literalmente de la región de Magadha) que crece cerca de Patna en Bihar (India).

## Propiedades
- Estimula la producción de saliva.

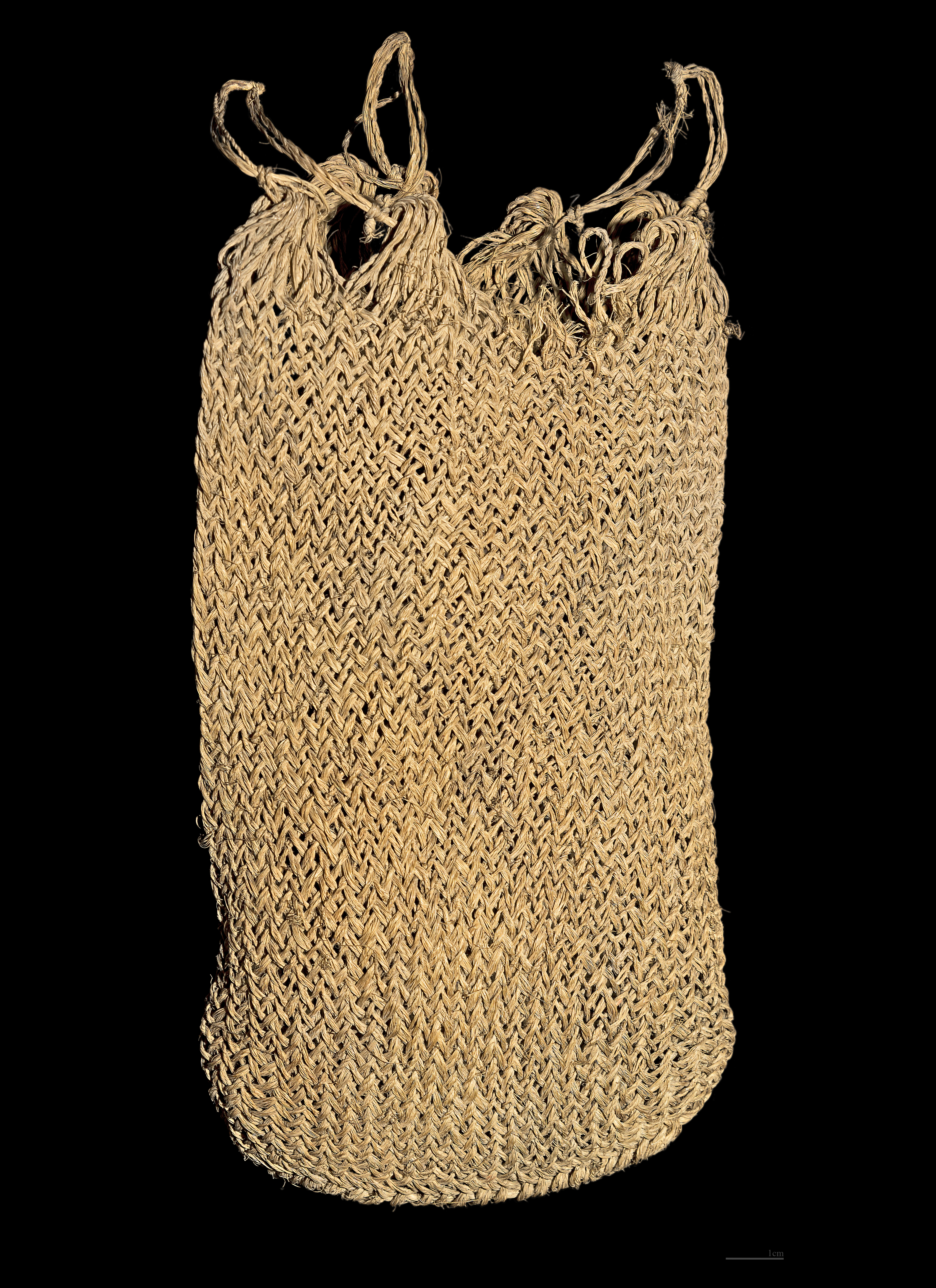
Bolsa de betel, Nueva Guinea, del siglo XIX

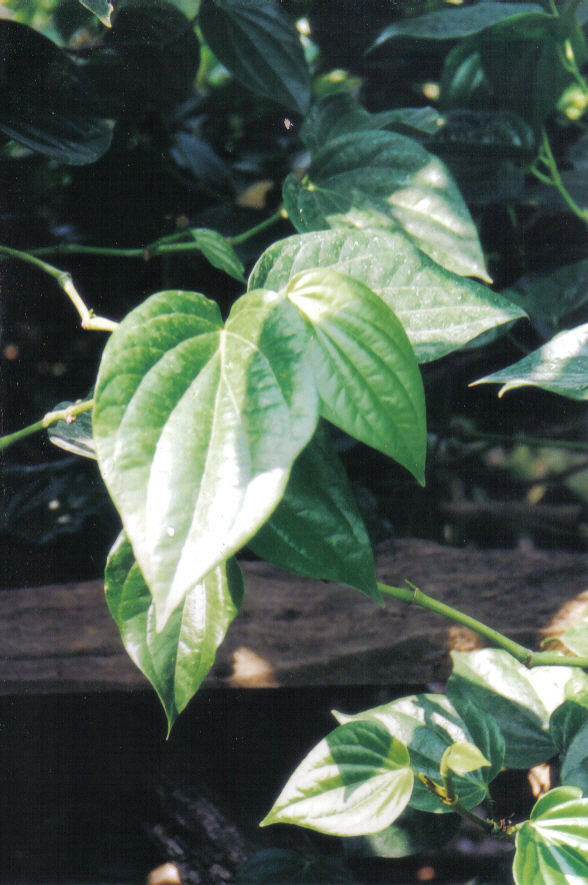
Planta

- Usado para la prevención de diarreas y parásitos intestinales.
- Remedio contra la tos y el asma.
- Utilizado externamente para el tratamiento de heridas, llagas y eccemas.
- También se utiliza para prevenir la halitosis (mal aliento).
- Se ha asociado con el desarrollo de Carcinoma escamoso del esófago.

## Taxonomía
Piper betle fue descrita por Carlos Linneo y publicado en Species Plantarum 1: 28–29. 1753.
Variedades aceptadas
- Piper betle f. densum (Blume) Fosberg
- Piper betle f. marianum (Opiz) Fosberg

Sinonimia
- Artanthe hexagyna Miq.
- Betela mastica Raf.
- Chavica auriculata Miq.
- Chavica betle (L.) Miq.
- Chavica chuvya Miq.
- Chavica densa Miq.
- Chavica siriboa Miq.
- Cubeba seriboa Miq.
- Piper anisodorum Náves ex Fern.-Vill.
- Piper betel Blanco
- Piper bidentatum Stokes
- Piper chawya Buch.-Ham.
- Piper chuvya Miq.
- Piper rubroglandulosum Chaveer. & Mokkamul
- Piper saururus Burm.
- Piper siriboa L.
- Piperi betlum (L.) St.-Lag.[3]